# Chancellerie fédérale (Allemagne)
Pour les articles homonymes, voir Chancellerie fédérale.
La Chancellerie fédérale (Bundeskanzleramt, BKAmt) est une autorité fédérale suprême qui assiste le chancelier fédéral allemand dans ses tâches. Son siège principal ou premier siège de service se trouve dans la capitale fédérale Berlin et son deuxième siège de service dans la ville fédérale Bonn.
Thorsten Frei (CDU) est le directeur de la chancellerie fédérale et ministre fédéral chargé de missions spéciales.
Actuellement, la chancellerie emploie environ 600 personnes (en 2019) pour un budget annuel actuel d'environ 3,65 milliards d'euros (en 2021).

## Mission et organisation
La Chancellerie fédérale a pour mission de se procurer et de tenir à disposition les informations nécessaires au travail du chancelier fédéral. Pour ce faire, elle entretient des contacts étroits avec les ministères fédéraux qui, de leur côté, disposent des informations spécifiques à chaque ministère. Comme la Chancellerie fédérale coordonne les ministères fédéraux, la structure interne de la Chancellerie fédérale correspond à celle des ministères respectifs - on parle également ici d'"unités miroirs". Ces départements politiques créés par Hans Globke doivent d'une part accompagner le travail des ministères spécialisés et d'autre part permettre au chancelier fédéral de suivre leur travail de manière compétente. Le département 2 correspond par exemple à l'Office des Affaires étrangères, au ministère fédéral de la Défense et au ministère fédéral de la Coopération économique et du Développement.
En outre, la Chancellerie fédérale assume les tâches administratives du gouvernement fédéral.
La mission de la Chancellerie fédérale consiste à :
- rassembler les informations nécessaires au travail du chancelier fédéral, qui sont normalement fournies par les ministres fédéraux pour leur domaine de compétence ;
- coordonner le travail des ministères fédéraux, par exemple pour préparer les réponses aux « grandes questions » posées par le Bundestag ;
- assurer les fonctions administratives du Gouvernement fédéral.

Elle est organisée en six sections :
- section 1 : Politique intérieure et législation
- section 2 : Politique extérieure, de sécurité et de développement ;
- section 3 : Politique sociale, de santé, du marché du travail, des infrastructures et de la société ;
- section 4 : Politique économique et financière ;
- section 5 : Politique européenne ;
- section 6 : Service fédéral de renseignement, coordination des services de renseignement de la Fédération.

### Fonction

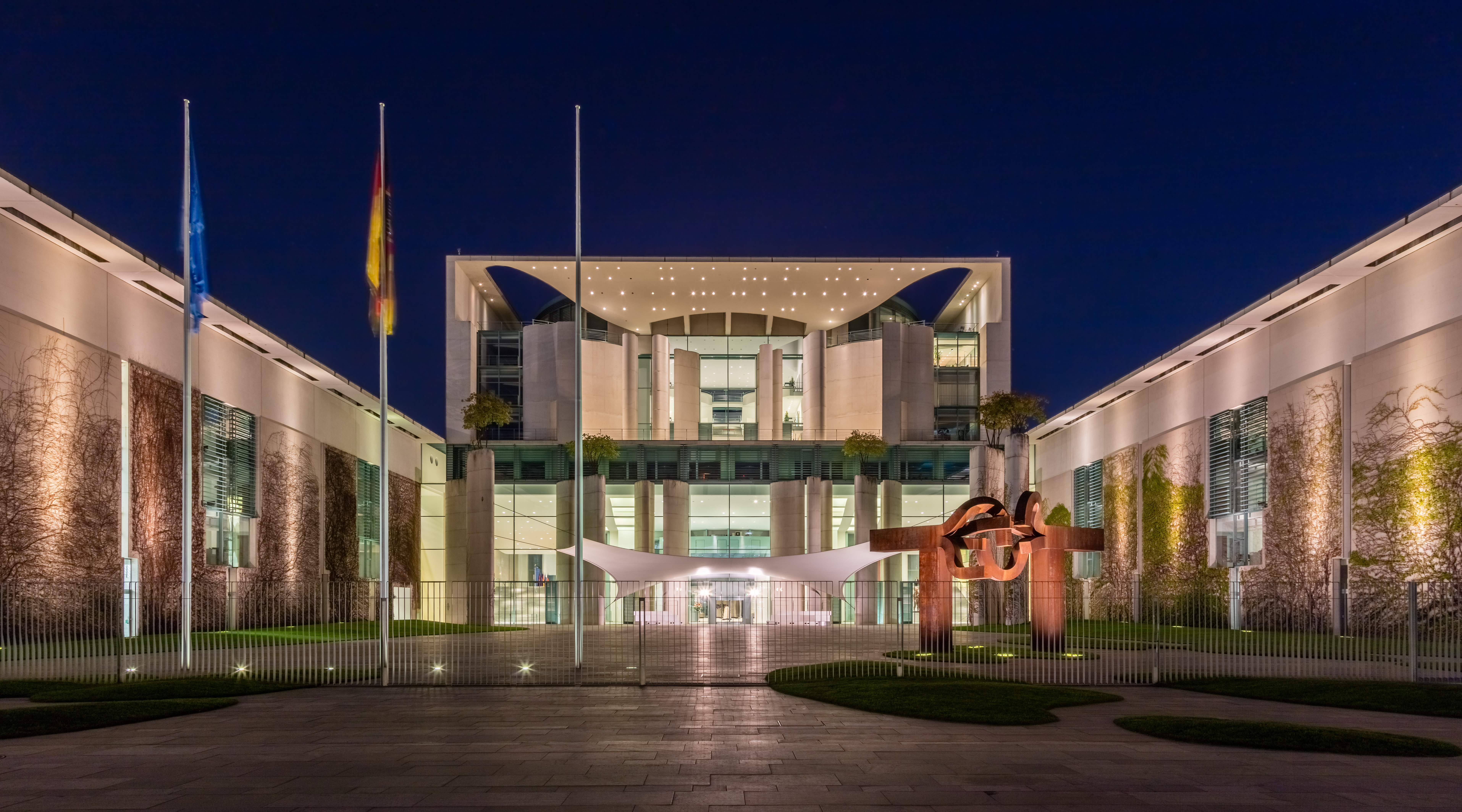
La chancellerie en avril 2016.

Le directeur de la chancellerie fédérale (Chef des Bundeskanzleramt, ChBK ou ChefBK) a normalement rang de secrétaire d’État et assiste aux réunions du cabinet sans toutefois pouvoir y prendre la parole. Depuis les années 1980, il est courant qu’il soit également ministre fédéral avec attributions spéciales (Bundesminister für besondere Aufgabe), ce qui lui permet de participer aux délibérations du cabinet ; lorsque tel est le cas, les médias confondent couramment les deux fonctions en l'appelant le « ministre à la Chancellerie » (Kanzleramtsminister). Dans le cabinet Merkel IV, la fonction est occupée par Helge Braun, également ministre fédéral avec attributions spéciales.
Le directeur de la chancellerie fédérale assure la coordination de l'ensemble de la politique gouvernementale et a de ce fait une position centrale dans les affaires de l'État, bien qu’il agisse généralement en arrière-plan et soit peu exposé publiquement.
Il convoque normalement les réunions du cabinet et établit leur ordre du jour, à moins que le chancelier n'en décide lui-même. Il préside la réunion des secrétaires d'État de tous les ministères qui a lieu deux jours avant la réunion du cabinet. Il est présent à toutes les réunions du cabinet ou d'un de ses comités ; s'il est également ministre, il peut prendre la parole et voter.
La Chancellerie exerçant la tutelle directe du Service fédéral de renseignement, le directeur de la chancellerie préside le comité des secrétaires d’État pour les questions de renseignement et de sécurité (Staatssekretärsausschuss für das geheime Nachrichtenwesen und Sicherheit), et le délégué du Gouvernement fédéral pour les services de renseignement (Beauftragte der Bundesregierung für die Nachrichtendienste) est responsable devant lui. Il préside par ailleurs les deux réunions hebdomadaires sur la sécurité nationale.

### Liste des directeurs de la chancellerie depuis 1949
| Nom                                                                         | Nom                      | Dates du mandat | Dates du mandat | Parti | Rang ou autre fonction |
| --------------------------------------------------------------------------- | ------------------------ | --------------- | --------------- | ----- | ---------------------- |
|                                                                             | Franz-Josef Wuermeling   | 1949            | 1950            | CDU   | StS                    |
|                                                                             | Otto Lenz                | 1951            | 1953            | CDU   | StS                    |
|                                                                             | Hans Globke              | 1953            | 1963            | CDU   | StS                    |
|                                                                             | Ludger Westrick          | 1963            | 1966            | CDU   | StS (à partir de 1964) |
|                                                                             | Werner Knieper           | 1966            | 1967            | Sans  | StS                    |
|                                                                             | Karl Carstens            | 1967            | 1968            | CDU   | StS                    |
|                                                                             | Horst Ehmke              | 1969            | 1972            | SPD   | BMBA                   |
|                                                                             | Horst Grabert            | 1972            | 1974            | SPD   | StS                    |
|                                                                             | Manfred Schüler          | 1974            | 1980            | SPD   | StS                    |
|                                                                             | Manfred Lahnstein        | 1980            | 1982            | SPD   | StS                    |
|                                                                             | Gerhard Konow            | 1982            | 1982            | Sans  | StS                    |
|                                                                             | Waldemar Schreckenberger | 1982            | 1984            | CDU   | StS                    |
|                                                                             | Wolfgang Schäuble        | 1984            | 1989            | CDU   | BMBA                   |
|                                                                             | Rudolf Seiters           | 1989            | 1991            | CDU   | BMBA                   |
|                                                                             | Friedrich Bohl           | 1991            | 1998            | CDU   | BMBA                   |
|                                                                             | Bodo Hombach             | 1998            | 1999            | SPD   | BMBA                   |
|                                                                             | Frank-Walter Steinmeier  | 07/07/1999      | 22/11/2005      | SPD   | StS                    |
|                                                                             | Thomas de Maizière       | 22/11/2005      | 28/10/2009      | CDU   | BMBA                   |
|                                                                             | Ronald Pofalla           | 28/10/2009      | 17/12/2013      | CDU   | BMBA                   |
|                                                                             | Peter Altmaier           | 17/12/2013      | 14/03/2018      | CDU   | BMBA                   |
|                                                                             | Helge Braun              | 14/03/2018      | 08/12/2021      | CDU   | BMBA                   |
|                                                                             | Wolfgang Schmidt         | 08/12/2021      | 06/05/2025      | SPD   | BMBA                   |
|                                                                             | Thorsten Frei            | 06/05/2025      | En fonction     | CDU   | BMBA                   |
| StS : secrétaire d’État BMBA : ministre fédéral avec attributions spéciales |                          |                 |                 |       |                        |

## Siège

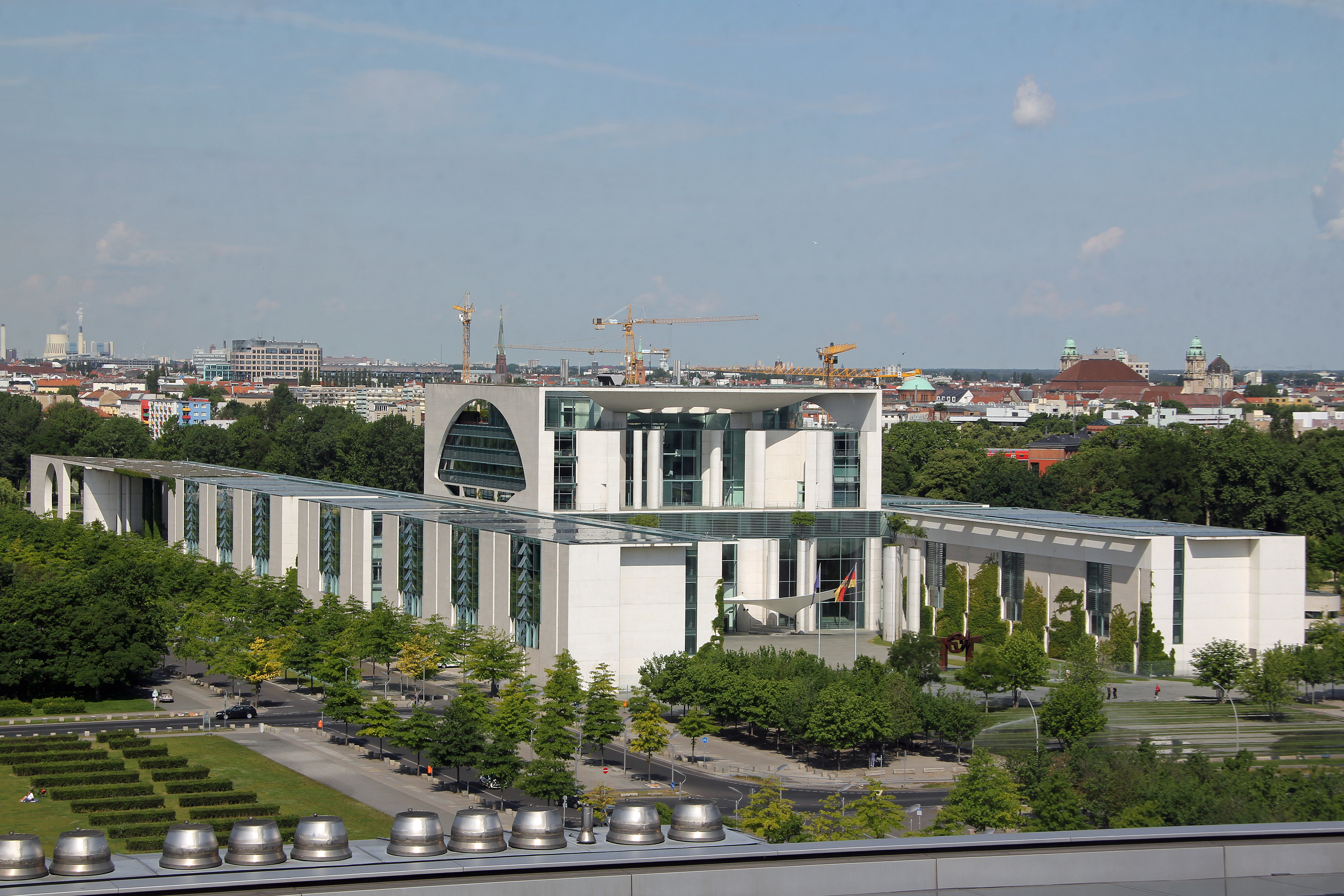
La Chancellerie fédérale de Berlin vue depuis le palais du Reichstag. Elle est le siège principal de la Chancellerie fédérale depuis 2001.

### Bonn
En 1949, quelques pièces du Museum Koenig servirent d'abord de première chancellerie fédérale. Le 3 novembre 1949, les militaires belges ont remis le Palais Schaumburg de Bonn au gouvernement fédéral. En 1954 et 1955, il fut complété par deux extensions indépendantes. De 1976 à 1999, le siège de la Chancellerie fédérale se trouvait dans un nouveau bâtiment conçu par le groupe de planification Stieldorf, puis un siège secondaire y est resté. De mai 2001 à juillet 2013, le Palais Schaumburg a été le deuxième siège de la Chancellerie fédérale. Rattaché au département central ou au bureau du chancelier, il emploie une vingtaine de personnes et est chargé du traitement des requêtes et des pétitions ainsi que de tâches particulières. En août 2013, le siège de Bonn a été transféré provisoirement dans le bâtiment du service de presse et d'information du gouvernement fédéral en raison d'une rénovation du Palais qui devrait s'achever en 2026.

### Berlin
De 1999 jusqu'à son emménagement dans un nouveau bâtiment, la chancellerie fédérale a occupé provisoirement l'ancien bâtiment du Conseil d'État de la RDA sur la Schloßplatz de Berlin (aujourd'hui : European School of Management and Technology). Depuis 2001, un nouveau bâtiment conçu par Axel Schultes dans le Spreebogen de Berlin, séparé du Palais du Reichstag par la place de la République, sert de siège aux autorités. Le bâtiment s'ouvre sur une place centrale en face du Paul-Löbe-Haus, qui doit être aménagée en forum citoyen. Il fait partie du groupe de bâtiments appelé "Band des Bundes", situé dans le Spreebogenpark. Actuellement, des collaborateurs du ministre d'État de la Culture travaillent également dans le bâtiment.

## Ressources

### Origine du texte
- (de) Cet article est partiellement ou en totalité issu de l’article de Wikipédia en allemand intitulé « Bundeskanzleramt (Deutschland) » (voir la liste des auteurs).